# Marie-Christine Barrault
Marie-Christine Barrault (n. 21 martie 1944, Paris, Île-de-France, Franța)  este o actriță franceză de teatru, de film și de televiziune. 
Printre cele mai cunoscute filme ale sale se numără Noaptea mea cu Maud (1969), Distratul (1970), Dragostea de după-amiază (1972), Cousin, Cousine (1975) și Dragostea lui Swann (1984).

## Biografie
După un an de studii superioare în literatură, Marie-Christine Barrault a intrat în Cours Simon în 1963 și a fost admisă la Conservatoire d'Art Dramatique în 1964 (unde a cunoscut-o pe prietena ei Anny Duperey). Până în 1968, ea s-a dedicat exclusiv teatrului, sub auspiciile lui Jean-Louis Barrault și Maurice Bejart.
Marie-Christine Barrault și-a făcut debutul în film în 1969 în filmul lui Éric Rohmer Noaptea mea cu Maud, iar descoperirea ei a venit în 1975 cu Cousin, Cousine pentru cel mai bun film străin, câștigător al Oscarului. În 1983 a fost președintele juriului Festivalului de Film de la Montreal. 
Este nepoata actorului Jean-Louis Barrault. Prima căsătorie a avut-o cu Daniel Toscan du Plantier. 
A fost căsătorită cu Roger Vadim din 1990 până la moartea acestuia în 2000.

## Filmografie selectivă
- 1965 Les Copains, regia Yves Robert
- 1969 Noaptea mea cu Maud (Ma nuit chez Maud), regia Éric Rohmer
- 1970 Distratul (Le Distrait), regia Pierre Richard
- 1972 Dragostea de după-amiază (L'Amour l'après-midi), regia Éric Rohmer
- 1975 Cousin, Cousine, regia Jean-Charles Tacchella
- 1975 Du côté des tennis, regia Madeleine Hartmann-Clausset
- 1978 Perceval le Gallois, regia Éric Rohmer
- 1979 Femme entre chien et loup, regia André Delvaux
- 1980 Stardust Memories, regia Woody Allen
- 1981 L'Amour trop fort, regia Daniel Duval
- 1983 Ces enfants sont à moi ! (Table for Five) de Robert Lieberman
- 1983 Un amour en Allemagne (Eine liebe in Deutschland), regia Andrzej Wajda
- 1984 Dragostea lui Swann (Un amour de Swann), regia Volker Schlöndorff
- 1984 Pianoforte, regia Francesca Comencini
- 1985 Le Pouvoir du mal, regia Krzysztof Zanussi
- 1987 Le Jupon rouge, regia Geneviève Lefebvre
- [1988 L'Étudiante, regia Claude Pinoteau
- 1990 L'Amour nécessaire (L'amore necessario), regia Fabio Carpi
- 1994 Musafirul de seară (Bonsoir), regia Jean-Pierre Mocky
- 1997 Berlin Niagara (Obsession), regia Peter Sehr
- 2006 La Disparue de Deauville, regia Sophie Marceau
- 2016 À tous les vents du ciel, regia Christophe Lioud
- 2018 La Fête des mères, regia Marie-Castille Mention-Schaar